# Valdoule
Valdoule es una comuna nueva francesa situada en el departamento de Altos Alpes, de la región de Provenza-Alpes-Costa Azul.

## Historia
Fue creada el 1 de julio de 2017, en aplicación de una resolución del prefecto de Altos Alpes de 24 de marzo de 2017 con la unión de las comunas de Bruis, Montmorin y Sainte-Marie, pasando a estar el ayuntamiento en la antigua comuna de Bruis.

## Demografía
| Gráfica de evolución demográfica de Valdoule entre 1800 y 2017 |
|                                                                |

Los datos entre 1800 y 2014 son el resultado de sumar los parciales de las tres comunas que forman la nueva comuna de Valdoule, cuyos datos se han cogido de 1800 a 1999, para las comunas de Bruis, Montmorin y Sainte-Marie de la página francesa EHESS/Cassini. Los demás datos se han cogido de la página del INSEE.

## Composición
| Comuna delegada | Código INSEE | Población (2014) | Superficie (km²) | Densidad (hab./km²) |
| --------------- | ------------ | ---------------- | ---------------- | ------------------- |
| Bruis           | 05024        | 76               | 25.15            | 3                   |
| Montmorin       | 05088        | 91               | 25.86            | 3                   |
| Sainte-Marie    | 05150        | 39               | 7.5              | 5                   |